# King Kong Bundy
Christopher Alan "Chris" Pallies (Atlantic City, Nueva Jersey, 7 de noviembre de 1955-4 de marzo de 2019) fue un actor y luchador profesional estadounidense, más conocido por su nombre artístico King Kong Bundy.

## Carrera como luchador profesional

### World Wrestling Federation (1985-1988; 1994-1995)
Bundy debutó como Heel el 16 de marzo de 1985. Tuvo de mánager a Jimmy Hart, también tuvo mucho Push derrotando a todos sus oponentes. Derrotó a S.D " Special Delivery " Jones en solo nueve segundos en el primer WrestleMania (en realidad fue en 24 segundos). Esta sigue siendo la lucha más corta en la historia de WrestleMania hasta 2008, cuando Kane  derrotó al entonces poseedor del Título de la ECW Chavo Guerrero  en once segundos en WrestleMania XXIV con el campeonato en juego. En septiembre de 1985 Bundy se unió a su nuevo mánager Bobby Heenan. Después de unirse a la familia de Heenan, Bundy se peleó mucho con André The Giant, esto comenzó cuando Bundy interfirió en una de las luchas de André. Durante las siguientes semanas Bundy y otro némesis de André: Big John Studd tuvieron dos peleas de equipos contra Andre, primero se enfrentaron a André y Tony Atlas y luego a André y Hulk Hogan.
El 23 de septiembre de 1985 Bundy se enfrentó a André, donde André dominó el combate, pero luego Big John Studd vino de los vestuarios a la ayuda de Bundy y atacó a André causando una descalificación.
En un Combate Hulk Hogan estaba luchando contra The Magnificent Muraco cuando fue emboscado por Bundy y Heenan. Muraco y Bundy atacaron a Hogan. Estableciendo un combate Steel Cage entre Hogan y Bundy por el campeonato de la WWF de Hogan como el evento principal, que Hogan ganó. 
Un año más tarde en WrestleMania III, Bundy estaba involucrado en una pelea por equipos mixtos de seis hombres, haciendo equipo con luchadores Little Tokyo y Lord Littlebrook contra Hillbilly Jim, The Haití Kid y Little Beaver. En noviembre de 1987, Bundy derrotó a Hogan vía count-out (cuenta-afuera) en un episodio de Main Event. Bundy dejó la WWF a principios de 1988 después de perder frente a Hogan en una revancha en el combate siguiente.
Bundy regresó a la WWF en el otoño de 1994 como miembro de The Million Dollan Corporation Junto a Ted DiBiase. Entonces Bundy fue catalogado como uno de los favoritos en el Royal Rumble de 1995, pero duró solo tres minutos antes de ser eliminado por otro gran hombre; Mabel. Bundy hizo su regreso en WrestleMania XI, donde fue derrotado por The Undertaker.

### Circuito Independiente (1995-2006)
Después de salir de la WWF a finales de 1995, Bundy luchó en varias promociones independientes en los Estados Unidos. 
Sus peleas contra  "Superfly" Jimmy Snuka, Doink The Clown y Tom Brandi eran algunas de muchos eventos principales en el circuito independiente. En 1999 ganó el  AWA superestrellas de Wrestling Heavyweight Championship de Jonnie Stewart. 
Bundy fue visto por última vez en el Legends of Wrestling Show en la feria del condado de Pulaski, en Somerset, KY en 2006.

## Carrera como actor
Bundy también trabajó en una carrera de comedia. El 24 de abril de 2008, él estaba en un programa de televisión noruego llamado Golden GOAL!. En 1988 él apareció en la película de Richard Pryor. Bundy también interpretó a Otto Belmar en la película de 2011 Fight the Panda Syndicate. Él está en la portada de la banda belga de Asociality 2009 álbum Kabaal. Participó también en un episodio de Married With Children.

## Campeonatos y logros
- AWA Superstars of Wrestling

- AWA Heavyweight Championship (1 time)

- Continental Wrestling Association

- AWA Southern Heavyweight Championship  (1 time)
- AWA Southern Tag Team Championship (1 time) - with Rick Rude

- Georgia Championship Wrestling

- NWA National Tag Team Championship (1 time) - with The Masked Superstar

- Maryland Championship Wrestling

- MCW Heavyweight Championship (1 time)

- NWA New York

- NWA New York Heavyweight Championship (1 time)

- Top Rope Wrestling

- TRW Heavyweight Championship (1 time)

- World Class Championship Wrestling

- NWA American Heavyweight Championship (2 times)
- NWA American Tag Team Championship (2 times) - with Bill Irwin (1) and Bugsy McGraw (1)

- World Wrestling Federation

- Slammy Award (2 veces)

- -     - Bobby "The Brain" Heenan Scholarship Award (1987) con Haku, Tama, André the Giant, Hercules, & Harley Race
    - Most Evolutionary (1994) – Tied con Gorilla Monsoon